# Лесбійська війна
Лесбійська війна — війна між островом Лесбосом та Афінами в 600—580 роках до н. е.
Після смерті у 610 році до н. е. правителя Лесбосу тирана Мірсила, на острові спалахнула запекла громадянська війна, що закінчилася тим, що владу в державі захопили представники аристократичних фамілій.
Нові правителі невдовзі розпочали війну з афінянами, які хотіли утвердитися на берегах Троади. Афінський флот наварха Фрінона відплив до Лесбосу. Афінянам сприяла та обставина, що на острові знову розпочалася міжусобна боротьба партій, причому евпатриди Алкей і Антименид почали війну проти рідних Мітилен (столиці Лесбоса). Перед такою небезпекою у зв'язку з успіхами афінян демократична партія виставила в 590 році до н. е. зі свого середовища як вождя Піттака Мітиленського (640—576 до н.е.), сина Іррадія. Вибір виявився надзвичайно вдалим. Піттак, який вважається великим державним діячем і одним із «семи грецьких мудреців», зумів вигнати з острова евпатридів, а потім, вбивши на поєдинку наварха Фрінона, змусив афінян відкликати ескадри від Мітилен (580), на чому війна і закінчилася.
Лесбос отримав відновлену Піттаком республіканську свободу, втрачену знову вже під час завоювання Малої Азії персами близько 550 року до зв. е.